# Sankt Georgen ob Murau
Sankt Georgen ob Murau è una frazione di 1 387 abitanti del comune austriaco di Sankt Georgen am Kreischberg, nel distretto di Murau, in Stiria. Già comune autonomo, il 1º gennaio 2015 è stato fuso con l'altro comune soppresso di Sankt Ruprecht-Falkendorf per costituire il nuovo comune, del quale Sankt Georgen ob Murau è il capoluogo.